# Half-Life (serie)
Half-Life es una serie de videojuegos pertenecientes al género de disparos en primera persona que fue desarrollado y publicado por la empresa Valve. Las entregas principales cuentan con el protagonista Gordon Freeman, un físico que tiene que escapar del centro de investigación de Black Mesa después de que saliera mal un experimento con material alienígena. El modo de juego principal consiste en la lucha contra una invasión alienígena y contra la persecución por partes de soldados del gobierno. Half-Life (1998) y Half-Life 2 (2004) son videojuegos completos, mientras que Half-Life 2: Episode One (2006) y Half-Life 2: Episode Two (2007) son videojuegos más cortos y episódicos. Se programó el lanzamiento de un tercer episodio, Half-Life 2: Episode Three, para la Navidad de 2007, pero ahora se describe como un vaporware. Valve presentó su videojuego de realidad virtual insignia, Half-Life: Alyx, el 21 de noviembre de 2019, con una fecha de lanzamiento para marzo del año 2020.
El primer videojuego de la serie Portal, ambientado en el mismo universo que Half-Life, se lanzó en el año 2007.

## Videojuegos
La serie Half-Life incluye un conjunto básico de videojuegos que llevan la historia principal. Estos videojuegos se lanzaron en orden cronológico, ya sea retratando los eventos de un videojuego desde la perspectiva de un personaje diferente, o siguiendo los eventos que se muestran en el videojuego anterior. A partir de mayo del año 2019, la serie principal consta del videojuego original, su secuela y una precuela, así como tres paquetes de expansión y dos videojuegos episódicos. Además, se han lanzado varios videojuegos derivados. Estos varían en naturaleza, y consisten en un videojuego de arcade, para demostración de tecnología, y una serie de videojuegos de rompecabezas. El videojuego original y sus expansiones usan el motor de juego GoldSrc de Valve, un motor Quake muy modificado. Todos los videojuegos posteriores que acompañan a la secuela utilizan el motor Source patentado de Valve.

### Half-Life
Half-Life es el primer videojuego de la serie, y fue el videojuego debut de Valve Software lanzado el 19 de noviembre del año 1998. Half-Life sigue a Gordon Freeman, un físico teórico, después de que el Centro de Investigación de Black Mesa ocasione accidentalmente una grieta dimensional que permite que la instalación sea invadida por extraterrestres. Freeman, en consecuencia, intenta sobrevivir a la masacre y resolver la situación. El videojuego fue originalmente publicado por Sierra Estudios y lanzado para Windows, aunque Gearbox Software haría más tarde una portación del videojuego para la PlayStation 2 en el año 2001. Valve más tarde convirtió el videojuego para utilizar su motor Source. Half-Life recibió elogios de la crítica tras su lanzamiento, los críticos aclamaron su presentación general y numerosas secuencias de comandos. El videojuego ganó más de 50 premios de videojuego del Año y su videojuego ha influido en los videojuegos de disparos en primera persona en los años venideros. Half-Life ha sido considerado como uno de los mejores videojuegos de todos los tiempos.
Half-Life fue seguido por un paquete de expansión, Half-Life: Opposing Force, el 1 de noviembre de 1999. A diferencia de Half-Life, Opposing Force fue desarrollado por Gearbox Software, aunque Sierra Studios fue quien lo publicó. Opposing Force se anunció por primera vez como un paquete de misión para Half-Life en abril del año 1999, y se lanzó para la versión de Windows del videojuego. El jugador ya no asume el papel de Gordon Freeman, sino que ve los eventos posteriores del primer videojuego desde la perspectiva de un cabo de la Marina de los EE. UU., Adrian Shephard. Shephard es inicialmente asignado para encubrir los eventos en Black Mesa, pero pronto queda aislado y tiene que luchar para sobrevivir contra un nuevo grupo de invasores alienígenas y unidades de operaciones negras. Opposing Force fue recibido favorablemente por los críticos, muchos citaron el videojuego como tan influyente en establecer estándares de paquete de expansión como el videojuego original había influido en el género general. El videojuego ganó el Premio al Logro Interactivo del videojuego de Computadora del Año de 2000 de la Academia de Artes y Ciencias Interactivas.
Gearbox pasó a desarrollar Half-Life: Blue Shift, la segunda expansión. Al igual que Opposing Force, Blue Shift fue publicado por Sierra Entertainment. Anunciado en el año 2000, el videojuego se desarrolló inicialmente como un complemento para un puerto Dreamcast de Half-Life; sin embargo, el puerto fue cancelado y Blue Shift fue lanzado para Windows el 12 de junio del año 2001. Blue Shift coloca al jugador en la posición de Barney Calhoun, un guardia de seguridad que trabaja para Black Mesa. El videojuego tiene lugar en las primeras partes de Half-Life, con Calhoun tratando de escapar de las instalaciones con un pequeño grupo de científicos. Blue Shift también incluye un paquete de alta definición, que mejora la calidad de los modelos y texturas tanto en Blue Shift como en los videojuegos anteriores de la serie. Los críticos le dieron a Blue Shift una recepción mixta pero favorable, elogiando la atmósfera del videojuego y la inclusión del paquete de alta definición, pero criticando la falta de contenido nuevo y la corta duración de la historia.
La tercera y última expansión de Half-Life fue Half-Life: Decay. El videojuego fue desarrollado nuevamente por Gearbox y publicado por Sierra. Sin embargo, a diferencia de los videojuegos anteriores, Decay solo está disponible con la versión para PlayStation 2 de Half-Life. Decay es único dentro de la serie Half-Life como el único videojuego cooperativo: dos jugadores deben trabajar juntos para progresar en el videojuego. Decay se centra en dos de los colegas de Freeman, Gina Cross y Colette Green, ya que ambos trabajan con otros científicos para contrarrestar los efectos de la grieta dimensional y, en última instancia, intentan cerrarla. Lanzado el 14 de noviembre de 2001, Decay recibió una recepción positiva débil pero general de los críticos, muchos críticos declararon que fue divertida de jugar con un amigo, pero que la jugabilidad más orientada al modo de juego del videojuego restó valor a la experiencia general. Una versión no oficial de Windows del videojuego fue lanzado en septiembre del año 2008.

### Half-Life 2
El 16 de noviembre de 2004, Valve lanzó Half-Life 2. El videojuego tuvo un ciclo de desarrollo de seis años, que vio varios retrasos y la filtración del código fuente del videojuego. Half-Life 2 devuelve al jugador al papel de Gordon Freeman. Establecida veinte años después del videojuego original, la Tierra ha sido ocupada por los Combine, una raza transdimensional que inició los eventos del primer videojuego en invadir. El G-Man inserta a Freeman en la Ciudad 17 en Europa del Este para combatir la ocupación combine. Half-Life 2 obtuvo críticas positivas casi unánimes y recibió elogios de la crítica al igual que su predecesor, ganando más de 35 premios de videojuego del Año en el año 2004. Considerado uno de los mejores videojuegos de todos los tiempos, el videojuego ha sido elogiado por sus avances. en animación por computadora, sonido, narración, gráficos por computadora, inteligencia artificial y física. Half-Life 2 fue el primer videojuego en utilizar el sistema de entrega de contenido de Steam para Valve, un sistema que finalmente llevó a Valve a pelear con la editorial Sierra Entertainment.
El 27 de octubre del año 2005, Valve lanzó Half-Life 2: Lost Coast, un breve episodio que muestra un renderizado de alto rango dinámico. Consistente en un solo mapa, Lost Coast se basó en un segmento cortado de Half-Life 2. El jugador, como Freeman, trepa un acantilado para destruir un lanzador de artillería combinado en un monasterio.

### Episodios de Half-Life 2
En mayo de 2006, Valve anunció una trilogía de videojuegos episódicos que continuarían la historia de Half-Life 2. En una entrevista del año 2006, Newell dijo que se eligió el enfoque episódico para que Valve pudiera lanzar productos más rápidamente después de los seis años de desarrollo de Half-Life 2. Newell dijo que consideraba que la trilogía era la primera parte de Half-Life 3.
Half-Life 2: Episode One fue lanzado el 1 de junio de 2006. El jugador controla a Freeman cuando él y Alyx escapan de Ciudad 17 antes de que un núcleo del reactor de energía oscura que dañaron al final de Half-Life 2 los destruya. Introdujo varios efectos gráficos nuevos que incluyen nuevas funciones de iluminación y animación facial más avanzada. El Episodio Uno recibió una reacción crítica generalmente positiva, aunque la corta duración del videojuego fue un punto de crítica común.
Half-Life 2: Episode Two se lanzó para Windows, Xbox 360 y PlayStation 3 el 10 de octubre del año 2007 como parte de La Caja Naranja (The Orange Box), que también incluye los videojuegos de Portal, Team Fortress 2, Half-Life 2 y el Episode One. La Caja Naranja fue distribuida digitalmente en Steam y al por menor por Electronic Arts. Continuando con la estrategia de Valve de orientar cada episodio en torno a un tema o conjunto de tecnologías, el Episodio Dos se enfoca en entornos expansivos, viajes y videojuegos menos lineales. Como Gordon Freeman, el jugador viaja con Alyx Vance desde las ruinas de la Ciudad 17 al campo circundante, perseguido por las fuerzas de Combine. El Episodio Dos y sus nuevas tecnologías y características de juego fueron elogiados por los críticos; Sin embargo, aunque fue significativamente más largo que el Episodio 1, la duración fue nuevamente un punto de crítica.

### Half-Life: Alyx
El 21 de noviembre del año 2019, Valve presentó un videojuego de realidad virtual, Half-Life: Alyx, con una fecha de lanzamiento para marzo del año 2020. El videojuego tiene lugar entre los eventos de Half-Life y Half-Life 2, centrándose en Alyx Vance (el jugador-personaje) y su padre Eli mientras establecen la resistencia contra Combine en Ciudad 17. Valve declaró que construyeron el motor del videojuego para el soporte de realidad virtual en torno a la combinación de acción y rompecabezas y el enfoque narrativo de la serie Half-Life. Si bien el videojuego incluirá armas comunes de los videojuegos de Half-Life, el jugador usará guantes de gravedad que funcionan de manera similar a la pistola de gravedad en términos de manipulación física. Se planean más detalles sobre el videojuego para la ceremonia de los Game Awards en diciembre del año 2019.

### Videojuegos futuros y cancelados

#### Half-Life 2: Episode Three
Half-Life 2: Episode Three, como arte conceptual apareció en el 2008. Según los informes, Valve trabajó con lenguaje de señas y estaba trabajando en un personaje sordo. Valve lanzó poca información sobre el Episodio Tres en los años siguientes; Aunque Valve aún discutía de Half-Life, no había claridad sobre si el Episodio Tres vendría, o si Valve estaba planeando Half-Life 3, o si Valve había renunciado a la propiedad para apoyar mejor el popular Counter-Strike: Global Offensive. En marzo del año 2010, Newell habló de "ampliar la paleta emocional" de la serie, y de cómo el próximo videojuego de Half-Life puede volver a "asustar realmente al jugador". En una entrevista del año 2011 con la revista Develop, dijo: "Pasamos por la fase de episodios, y ahora vamos hacia ciclos cada vez más cortos... Para mí, 'entretenimiento como servicio' es una clara destilación del modelo de contenido episódico". Para el año 2011, el Episodio Tres se describía como un vaporware.
En una entrevista del año 2015 con Geoff Keighley, Newell dijo que debido a la estructura libre de gestión de Valve, solo desarrollaría "un tipo de producto súper clásico" si una gran cantidad de empleados comenzaran a trabajar juntos. Dijo que esto era poco probable, ya que tendrían que prestar atención a las lecciones aprendidas al apoyar Portal 2. Una fuente que habló anónimamente con Game Informer declaró que con la estructura plana de la compañía, hubo muchos intentos de reiniciar el desarrollo de Half-Life, ya sea como "Episodio 3" o como Half-Life 3, pero cada vez, el proyecto había fallado tempranamente, solo para que surgiera un nuevo esfuerzo con diferentes empleados involucrados con un nuevo enfoque basado en el esfuerzo cancelado. En 2016 y 2017, tres escritores clave para la serie de Half-Life y Portal, Marc Laidlaw, Erik Wolpaw y Chet Faliszek, abandonaron Valve. Los periodistas tomaron esto, junto con el apoyo de Valve para Dota 2, Counter-Strike y Steam, como un indicador de que la serie Half-Life ya no estaba en desarrollo.
El 24 de agosto del año 2017, Laidlaw publicó una historia corta, "Epístola 3", en su sitio web. Laidlaw describió la historia como un "fanfiction ... [una] instantánea de un sueño que tuve hace muchos años". Los periodistas lo interpretaron como un resumen de lo que podría haber sido la trama del Episodio Tres. La historia presenta personajes con nombres similares a los personajes de Half-Life, como "Gertie Fremont" en lugar de Gordon Freeman. Sustituyendo a los personajes con sus contrapartes de Half-Life, la historia ve a Freeman y sus aliados viajar al Ártico para abordar el Borealis, un barco que viaja erráticamente a través del tiempo y el espacio, donde "confrontan innumerables versiones" de sí mismos. Armaron la nave para viajar al corazón del imperio Combine y autodestruirse, pero la explosión no es suficiente para destruir la Esfera Dyson de Combine. El G-Man se lleva a Alyx y los Vortigaunts que rescatan a Gordon antes de que lo envíen a la playa un tiempo indeterminado más tarde, y agrega que la mayoría de los líderes de la Resistencia han muerto y el levantamiento en sí mismo "tuvo éxito o fracasó".
Después de que Laidlaw publicó la historia, algunos jugadores dejaron críticas negativas para Dota 2 en Steam, creyendo que Valve había renunciado a la serie Half-Life en favor de Dota 2. La historia llevó a una serie de esfuerzos de los fanáticos para crear el Episodio Tres. Uno de los proyectos más visibles en este sentido es "Project Borealis", un equipo de fanáticos de 80 miembros que usa la historia de Laidlaw y el concepto filtrado como base para crear un videojuego independiente, aunque usando motores de videojuego más modernos y mecánicas de juego más actuales.
Junto con el anuncio de Half-Life: Alyx en el año 2019, Geoff Keighley anunció "The Final Hours of Half-Life: Alyx", un libro que narra el desarrollo del videojuego y la historia de Valve durante la década anterior, y lanzó un video de Discusión de las escenas del videojuego. En el video, Robin Walker declaró que ya en 2016 habían estado trabajando en conceptos para Half-Life 3, pero sabían que era "una perspectiva terriblemente desalentadora" y que habría grandes expectativas para este título, y el equipo estaba temeroso de liberar algo que no cumplió con eso. Alrededor de este tiempo, Valve también estaba trabajando con HTC para desarrollar la unidad de realidad virtual HTC Vive, y por separado estaban explorando varias ideas para un videojuego de realidad virtual emblemático. Valve descubrió que era más fácil innovar nuevas ideas en el lado de la realidad virtual, y gran parte del equipo centró más atención en la realidad virtual que en Half-Life 3. Half-Life: Alyx no estaba destinado a ser un videojuego de Half-Life a propósito, sino lo que Valve podía hacer con la realidad virtual, incorporando en última instancia la jugabilidad y la narrativa de Half-Life en torno a conceptos que habían surgido especialmente para la realidad virtual.

#### Regreso a Ravenholm
Regreso a Ravenholm, a veces denominado Half-Life 2: Episode Four, fue desarrollado por Arkane Studios. La trama del episodio contaba lo que pasó con el cabo Adrian Shephard después de los eventos de Opposing Force, también explicando que pasí con el padre Grigori. Valve canceló el proyecto, decidiendo que la premisa estaba creativamente restringida.

#### Episodio de Junction Point Studios
Otro episodio fue desarrollado por Junction Point Studios, un estudio dirigido por Warren Spector. Según Spector, el episodio habría mostrado cómo Ravenholm se convirtió en la ciudad vista en Half-Life 2, permitiéndoles presentar más del personaje del padre Grigori; Las imágenes de esta configuración aparecieron a principios del año 2017. El videojuego incluía una "pistola magnética", que disparaba proyectiles que magnetizarían la superficie metálica que contraían, atrayendo objetos y enemigos hacia ella, y se habrían utilizado tanto para combate como para rompecabezas. Junction Point trabajó en él durante un año, produciendo suficiente contenido para demostrar una sección del videojuego, y un corte vertical que demostró la mecánica del arma magnética. Valve dejó de interesarse en el proyecto y Spector lo dejó a favor de Epic Mickey de Disney.

### Videojuegos relacionados

#### Serie de Portal
La serie Portal, que tiene lugar en el mismo universo que los videojuegos de Half-Life, es una serie de videojuegos de rompecabezas desarrollados por Valve Corporation. El primer videojuego de la serie, Portal, se lanzó inicialmente junto con el Episodio Dos en el paquete de Caja Naranja el 10 de octubre de 2007. El jugador controla a un sujeto de pruebas llamado Chell mientras se mueve a través de los laboratorios del principal rival de Black Mesa, Aperture Science, completando varias pruebas con un dispositivo que le permite crear portales vinculados en el espacio físico. En las etapas posteriores del videojuego, el jugador lucha contra GLaDOS, una computadora de inteligencia artificial corrupta que monitorea cada movimiento. El videojuego es el sucesor espiritual de Narbacular Drop, con muchos de los mismos miembros del equipo trabajando en el videojuego. Portal ha sido aclamado como uno de los videojuegos más originales en el año 2007, recibiendo elogios por su videojuego único y su historia oscuramente humorística. El 22 de octubre del año 2008 se lanzó una expansión de Xbox Live Arcade y su secuela, Portal 2, se lanzó el 19 de abril del año 2011.

#### Serie de Counter-Strike
En abril del año 2000, Valve adquirió los derechos de la modificación hecha por los fanáticos de Counter-Strike. Después de cierta cooperación entre el equipo original y los desarrolladores de Valve, Valve vendió el videojuego al por menor, retitulado Half-Life: Counter-Strike. Ambientado en varios lugares del mundo con poca conexión con los eventos de la historia principal de Half-Life, el juego es un videojuego de disparos multijugador en el que los jugadores asumen los roles de miembros de equipos de combate de las fuerzas antiterroristas gubernamentales y varios militantes terroristas que se les oponen. Debido a que originalmente era un mod de Half-Life, el videojuego compartió varios activos con el videojuego de 1998, incluidos los contenedores, vehículos y científicos de Black Mesa, con los logotipos de Black Mesa visibles en varios mapas en la versión comercial que los coloca implícitamente en el mismo universo. Se incluyó con Half-Life en muchos paquetes posteriores, incluidos Half-Life: Platinum Pack y Half-Life: Platinum.
Cuando Half-Life: Counter-Strike se rehízo como Counter-Strike: Source, se incluyó en todas las versiones minoristas de Half-Life 2, así como en todas las versiones digitales iniciales. Algunos periodistas de videojuegos se referían a ella como "la versión multijugador de Half-Life 2". Tanto la edición minorista estándar como la edición digital Bronce de Half-Life 2 llegaron con Counter-Strike: Source, mientras que la Edición de Coleccionista minorista y la edición Gold digital también incluyeron Day of Defeat: Source y Half-Life: Source. Half-Life: Counter-Strike generó su propia serie que gradualmente se separó de los videojuegos principales de Half-Life, salvo referencias ocasionales (como un portal de referencia de huevos de Pascua presente en Counter-Strike: Global Offensive).

#### Juegos de terceros
El éxito de la serie Half-Life ha estimulado la creación de varios videojuegos derivados de Half-Life 2. Codename Gordon es un videojuego de disparos de desplazamiento lateral tipo flash bidimensional desarrollado por NuclearVision, y fue lanzado a través del sistema de entrega en línea Steam de Valve el 18 de mayo de 2004, como un videojuego promocional para el próximo Half-Life 2. Desde entonces, el desarrollador se declaró en quiebra, pero el videojuego en sí puede instalarse a través de un enlace directo a Steam, a pesar de no figurar en la tienda. Codename Gordon fue bien recibido por los revisores y el público, y atrajo a más de 600,000 jugadores en las primeras tres semanas después de su lanzamiento. Los revisores elogiaron el videojuego por su estilo de videojuego y diálogo único, pero también lo criticaron por su optimización incorrecta y la falta de variedad de oponentes. 
Los personajes de Half-Life han aparecido en otros juegos. Peggle Extreme, una edición especial de Peggle incluida con la versión para PC del paquete de la Caja Naranja que presenta niveles basados en Half-Life 2, Team Fortress 2 y Portal. El headcrab también es un personaje desbloqueable en Super Meat Boy cuando se compra en Steam. El Headcrab también apareció en un evento del día de las bromas de abril (April Fools' Day) en el MMO Vindictus como un elemento de evento junto con Crowbar, posiblemente debido a que el videojuego también se creó en el motor Source. En el videojuego Magicka hay un personaje jugable (después de la adición de un contenido descargable), que se parece mucho al zombi original del universo Half-Life, equipado con una palanca. Gordon también aparece en Renegade Ops y el headcrab está disponible como mascota en Torchlight 2.
Half-Life también ha inspirado una serie de modificaciones hechas por fanáticos, algunas de las cuales han ganado reconocimiento por sí mismas. Black Mesa es una nueva versión del Half-Life original que utiliza el motor Source, que ha sido aprobado por Valve. Garry's Mod comenzó como un modo sandbox utilizando activos de Half-Life 2, pero desde entonces se ha convertido en un producto comercial y ha dado a los usuarios la capacidad de incorporar otros activos. Entre las campañas notables hechas por fanáticos se incluye Minerva, que fue diseñada para extender la historia de Half-Life 2.

## Desarrollo

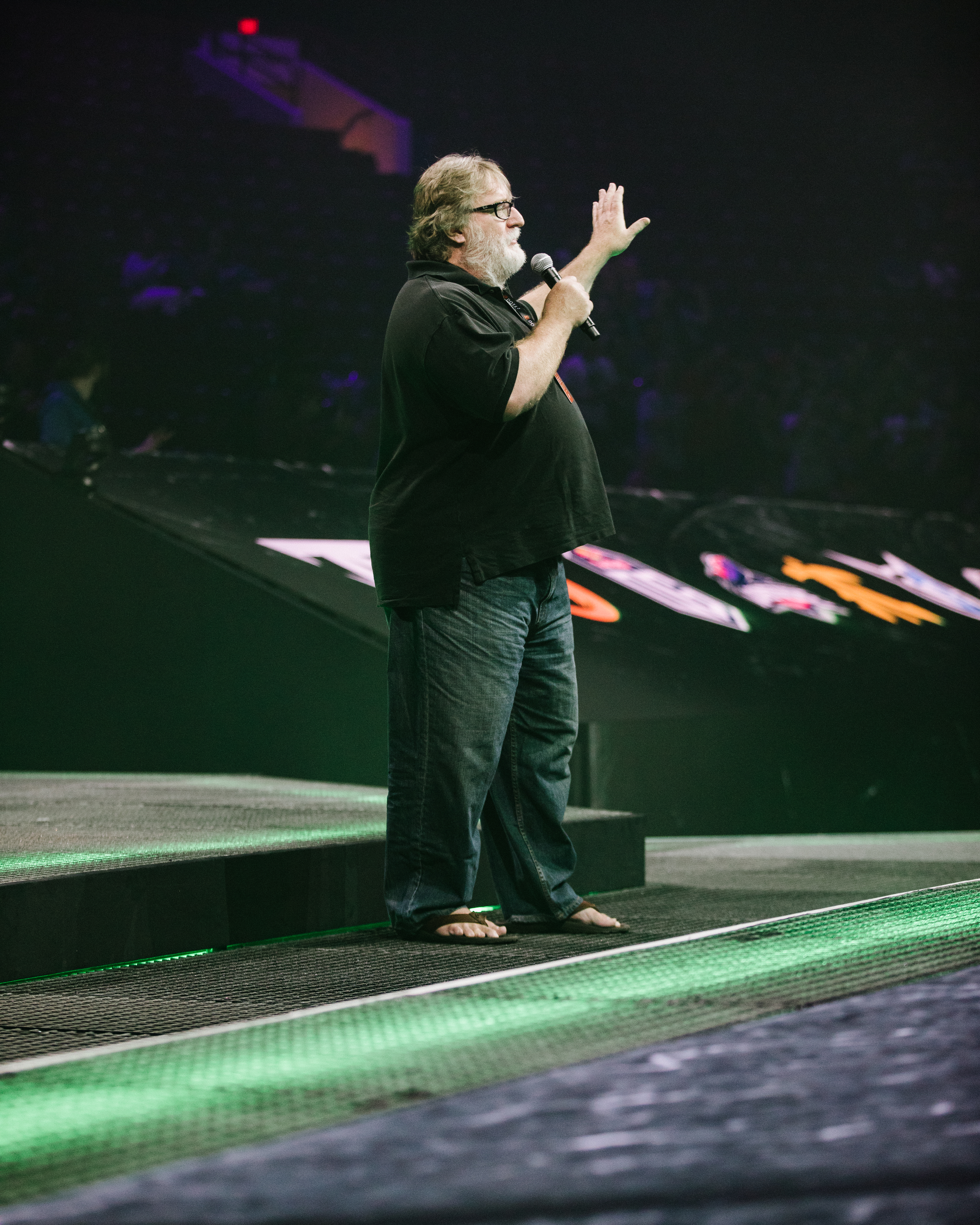
El cofundador de Valve, Gabe Newell, en 2018

La compañía de desarrollo de videojuegos detrás de la serie Half-Life, Valve Corporation, fue fundada en el año 1996 en Kirkland, Washington por los ex empleados de Microsoft Mike Harrington y Gabe Newell. Valve comenzó a trabajar en el primer videojuego de la serie poco después de la formación de la compañía, y se decidió por un concepto para un videojuego de acción en 3D con temática de terror, utilizando el motor Quake con licencia de id Software. El videojuego fue un éxito en la convención E3 del año 1997, donde se demostró su sistema de animación e inteligencia artificial. El éxito del videojuego llevó a su primer paquete de expansión, Half-Life: Opposing Force, que fue desarrollado por Gearbox Software, una compañía entonces nueva con sede en Plano, Texas, y anunciado el 15 de abril del año 1999. El fundador de Gearbox Randy Pitchford dijo en una entrevista que creía que Valve les dio la oportunidad de producir una secuela de Half-Life para permitir que Valve se concentre en futuros videojuegos. El videojuego se demostró en la convención E3 del año 1999, donde se revelaron nuevas ubicaciones, personajes y la historia.
El segundo paquete de expansión de Half-Life, llamado Half-Life: Blue Shift, fue desarrollado nuevamente por Gearbox Software y anunciado por su editor, Sierra Entertainment, el 30 de agosto del año 2000. Sierra tenía la intención de lanzar Blue Shift para Dreamcast, y se estableció para incluir modelos y texturas de mayor detalle que duplicaban el recuento de polígonos de los modelos de Half-Life. Sin embargo, después de varios meses de demoras, Sierra terminó el desarrollo de la versión para Dreamcast de Blue Shift el 16 de junio de 2001, y la compañía lanzó Blue Shift para PC el 12 de junio del año 2001. Después, Gearbox comenzó a trabajar en un videojuego de Half-Life para la PlayStation 2. El videojuego, llamado Decay, se exhibió en el E3 del 2001, donde Gearbox demostró el uso del videojuego de nuevos conjuntos de modelos, que eran aproximadamente dos veces más detallados que los de Blue Shift.
Durante varios años, Valve trabajó en secreto en la secuela de Half-Life, Half-Life 2 original. Para el videojuego, Valve desarrolló un nuevo motor de juego, el Source, que maneja los elementos visuales, de audio y de inteligencia artificial del videojuego. El motor Source viene empaquetado con una versión muy modificada del motor de física Havok que permite una dimensión adicional de interactividad en entornos de un solo jugador y en línea. En la trilogía de videojuegos episódicos que siguieron a Half-Life 2, Valve realizó pequeños ajustes en el motor del juego. En Half-Life 2: Episode One, Valve modificó la IA de Alyx para permitirle reaccionar a las acciones del jugador debido a su importante participación en el videojuego. El videojuego se ejecuta en una versión mejorada del motor Source patentado de Valve, y presenta los efectos de iluminación avanzados del motor y una nueva versión de su tecnología de animación/expresión facial.

### Película
El 6 de febrero del año 2013, mientras hablaba en la conferencia DICE 2013 sobre la narración de historias en videojuegos y películas, J. J. Abrams y Gabe Newell anunciaron que tenían planes para un videojuego y una colaboración cinematográfica. Abrams dijo: "Hay una idea que tenemos para un videojuego en el que nos gustaría trabajar con Valve", mientras que Newell dijo: "Vamos a descubrir si podemos hacer una película de Portal o una película de Half-Life juntos". En una entrevista en marzo del año 2016, Abrams declaró que aunque ha estado trabajando en muchos otros proyectos desde entonces, todavía tiene planes para dirigir estas películas en el futuro, con ambas películas en la etapa de escritura.

## Influencia cultural y recepción
A lo largo de los años, se han generado varias películas y una enorme cantidad de contenido hecho por fanáticos para la serie.

### Ventas
En diciembre del año 2008, Valve anunció que los dos videojuegos principales de Half-Life habían vendido 15.8 millones de unidades en tiendas (9.3 millones para el primero, 6.5 millones para el segundo), mientras que las expansiones de Half-Life habían vendido 1.9 millones (Opposing Force: 1.1 millones, Blue Shift: 800,000) y Half-Life 2 y sus expansiones 1.4 millones (todo para el Episodio Uno). Además, La Caja Naranja, que incluía Half-Life 2 y sus dos expansiones episódicas, vendió 3 millones de unidades al por menor en ese momento. Esto puso las ventas de la franquicia en 18.8 millones de videojuegos completos (Half-Life: 9.3m, Half-Life 2: 9.5m) y 9.3 millones de las expansiones (Opposing Force: 1.1m, Blue Shift : 0.8m, El episodio uno: 4.4m, y el Episodio 2 : 3.0m), a diciembre de 2008. Estas cifras no tuvieron en cuenta las ventas digitales. Half-Life: Counter-Strike vendió 4,2 millones de unidades independientes al mismo tiempo, mientras que su nueva versión, Counter-Strike: Source se incluyó con cada copia minorista vendida de Half-Life 2. Forbes informó que, incluidas las ventas digitales, Half-Life 2 había vendido más de 12 millones de copias en febrero de 2011..

### Half-Life: Uplink
Cruise Control, una agencia de mercadotecnia británica, desarrolló un cortometraje basado en Half-Life, titulado Half-Life: Uplink, y se lanzó el 15 de marzo de 1999. Sin embargo, Sierra lo retiró de circulación después de que Sierra y Valve no hubieran resuelto problemas de licencia con Cruise Control sobre la película. La recepción crítica de la película fue muy pobre. La trama de la película era la de un periodista que intentaba infiltrarse en el Centro de Investigación de Black Mesa y descubrir lo que estaba sucediendo allí.

### Half-Life: Escape from City 17
A principios del año 2009, Purchase Brothers, una compañía cinematográfica con sede en Toronto, lanzó una película de cinco minutos basada en Half-Life 2: Episode One, Half-Life: Escape from City-17. La película combina imágenes de acción en vivo con animación 3D creada usando el SDK de origen, que fue bien recibido por Valve. El 25 de agosto de 2010 lanzaron una secuela de casi 15 minutos de duración. A finales de 2010, se lanzó un tráiler de un cortometraje independiente inspirado en Half-Life, Beyond Black Mesa. Dirigida por Brian Curtin, sigue al personaje Adrian Shephard. [101] El cortometraje completo fue lanzado en línea el 21 de enero de 2011.